# Sophia Antipolis
Sophia Antipolis je technologický park nacházející se v Valbonne, severozápadně od Antibes a jihozápadně od Nice na jihu Francie, na Francouzské riviéře.
Antipolis je starořecký název města Antibes a jméno Sophia odkazuje na bohyni moudrosti. Technologický park byl založen v roce 1970 a sídlí v něm přibližně 1 300 společností, především z oblasti Informatiky, elektroniky, farmacie a biotechnologií, a úzce spolupracuje s Azurovým pobřežím. Oblast má přes 9 000 obyvatel a rozkládá se na 2 400 hektarech v obcích Antibes, Biot, Vallauris, Valbonne a Mougins.
Evropský ústav pro telekomunikační normy sídlí v Sophia Antipolis.